# Экосексуал
Экосексуа́л (англ. ecosexual) — неологизм, обозначающий человека с обострённым экологическим сознанием и ведущего особый образ жизни, предполагающий ответственное отношение к окружающей среде в повседневной деятельности.
Изначально термин «экосексуал» относился к людям, выбирающих своих спутников жизни (и сексуальных партнёров), основываясь на их приверженности «зелёным» взглядам. Один из примеров — сайты знакомств «зелёных» (напр. greensingles.com и ewsingles.com). В настоящее время рассматривается в более широком значении. Часто ассоциируется со стилем жизни, как веганизм и вегетарианство. В отличие от обычных сторонников защиты окружающей среды, экосексуальность — это в большой мере и fashion-течение, приверженцы которого поддерживают природоохранную деятельность некоторых звёзд шоу-бизнеса (например, Bono) и других известных личностей (Альберт Гор).
Типичными для экосексуалов действиями являются:
- приобретение пищи без консервантов (желательно произведенной компаниями, вносящими вклад в защиту окружающей среды и использующими при производстве чистые и энергосберегающие технологии);
- ношение экологически чистой одежды;
- переработка мусора (сортировка бытовых отходов, сдача макулатуры и металлолома и т. д.);
- по возможности пользование общественным транспортом, автомобилем с гибридным двигателем или велосипедом (с целью сократить выбросы CO2 в атмосферу);
- отказ от использования пластиковых пакетов и одноразовой пластиковой посуды;
- бережное пользование водой и электроэнергией;
- пропаганда экологически ответственного образа жизни;
- строительство «зелёных» домов.

Существует также радикальное проявление экосекуальности, которое называется секс-экология.